# Stazione di terra di Malargüe
La stazione di terra di Malargüe, abbreviata come DSA 3, da Deep Space Antenna 3, è una stazione di terra della rete ESTRACK Deep Space Network dell'Agenzia Spaziale Europea utilizzata per il tracciamento e la comunicazione con i veicoli spaziali.
Si trova 40 chilometri a sud della città di Malargüe, in Argentina, e ha due stazioni gemelle: Cebreros in Spagna e New Norcia in Australia. Possiede un'antenna parabolica dal diametro di 35 metri installata nel 2011, mentre la piena operatività è stata raggiunta nel 2013.
L'amplificatore HPA da 20kW CW è stato fornito dalla Rheinmetall Italia SpA con il contributo della Microsis srl (Italy) che ha curato il monitoraggio e controllo del sistema. La stazione è anche dotata di un amplificatore in banda Ka da 500W CW realizzato da Microsis srl (Italy) e fornito da Rheinmetall Italia SpA. Con questo amplificatore sono state effettuate le prime trasmissioni in banda Ka con la sonda NASA Juno:
Malargüe è stata una delle stazioni che ha fornito comunicazione, localizzazione e ricezione dei dati dalla sonda spaziale Rosetta